# حساب محمولات
منطق محمولات، که منطق متغیرها نیز نامیده شده، بخشی از منطق صوری با منطق نمادین است که به صورت نظام‌مندی رابطه‌های منطقی بین جملات را نشان می‌دهد که به سبب صرف شیوه‌ای رعایت می‌شود که در آن محمولات یا عبارت‌های اسمی بر طیفی از موضوعات به وسیلهٔ متغیرهایی همچون هر، بعضی، بدون توجه به معنا یا محتوای مفهومی آن‌ها یا هر محمولی به صورت خاص توزیع شده‌است. حساب محمولات متمایز از حساب جمله‌هاست که با جملات یا گزاره‌های کامل تحلیل ناشده‌ای با حروف عطف «اگر، آن گاه» و «یا» سروکار دارد. منطق محمولات بر خلاف منطق جمله‌ها یا منطق گزاره‌ها، با گزاره‌های اتمی سروکار ندارد بلکه با اجزای داخلی گزاره‌های اتمی سروکار دارد.

## تاریخچه
منطق محمولات به دو بخش منطق محمولات کلاسیک و منطق محمولات جدید تفسیم شده‌اند. منطق حملی اولین بار توسط ارسطو در کتاب «ارگانون» ارائه شد. ارسطو تحت مبحثی با عنوان قیاس حملی به این نوع منطق پرداخته‌است. منطق محمولات جدید اجزای جمله را به سه بخش موضوع، محمول و رابطه تقسیم می‌کند. در منطق محمولات جدید که با آرای فرگه بر اساس تحلیل تابع و شناسه منطق از جملات پی ریزی شد گزاره‌های حملی به دو بخش اسمی و محمولی تقسیم می‌شوند. فرگه در اواخر قرن نوزدهم با الهام از تفکیک تابع از شناسه در ریاضیات، و تمایز مفهوم از شی در فلسفه بر این باور بود که بر خلاف منطق محمولات کلاسیک، جملات به دو بخش اسمی و محمولی تفسیم می‌شوند.